# Greenwood (California)
Greenwood (anteriormente, Long Valley, Green Valley, Lewisville, y Louisville) es una comunidad no incorporada del condado de El Dorado, en el estado de California, Estados Unidos. Se localiza 4 km al oeste de Georgetown, aproximadamente a 490 msnmm.
El lugar se llamó originalmente Long Valley, después Green Valley, más tarde aún Lewisville o Louisville, y finalmente Greenwood, en honor de John Greenwood quien estableció un punto de intercambio comercial en 1848, al poco tiempo de que la localidad había pasado del dominio mexicano al de los Estados Unidos.